# Annot
Annot (okcitansko/provansalsko Anòt) je naselje in občina v jugovzhodnem francoskem departmaju Alpes-de-Haute-Provence regije Provansa-Alpe-Azurna obala. Leta 2008 je naselje imelo 1.028 prebivalcev.

## Geografija
Kraj leži v pokrajini Visoki Provansi ob sotočju rečic Vaïre in Beïte, 70 km jugovzhodno od središča departmaja Digne-les-Bainsa.

## Administracija
Annot je sedež istoimenskega kantona, v katerega so poleg njegove vključene še občine
Braux, Le Fugeret, Méailles, Saint-Benoît, Ubraye in Vergons s 1.845 prebivalcev.
Kanton je sestavni del okrožja Castellane.

## Zgodovina
Ime naselja se prvikrat omenja leta 1042 kot Anoth ob donaciji njegovega gospodarja Ermerincusa d'Anotha opatiji sv. Viktorja v Marseillu.

## Zanimivosti
- Stari del mesta z ostanki srednjeveškega obzidja, romansko župnijsko cerkvijo sv. Janeza Krstnika in ulico Grand rue d'Annot
- Most na reki Vaïre